# José Miguel Ballivián
José Miguel Ballivián (* 17. Dezember 1997) ist ein chilenischer Leichtathlet, der im Kugelstoßen sowie auch im Diskuswurf an den Start geht.

## Sportliche Laufbahn
Erste Erfahrungen bei internationalen Meisterschaften sammelte José Miguel Ballivián im Jahr 2014, als er bei den Olympischen Jugendspielen in Nanjing mit einer Weite von 50,88 m den sechsten Platz mit dem leichteren 1,5-kg-Diskus belegte. Anschließend siegte er mit 53,94 m bei den Jugendsüdamerikameisterschaften in Cali und erreichte mit der 5-kg-Kugel mit 16,56 m Rang fünf. Im Jahr darauf belegte er bei den Juniorensüdamerikameisterschaften in Cuenca mit 17,53 m den vierten Platz im Kugelstoßen und auch mit dem Diskus erreichte er mit 52,04 m Rang vier. Anschließend gewann er bei den Panamerikanischen-Juniorenmeisterschaften in Edmonton mit 54,43 m die Bronzemedaille mit dem Diskus. 2016 schied er bei den U20-Weltmeisterschaften in Bydgoszcz mit 17,60 m und 57,15 m in beiden Bewerben in der Qualifikation aus und anschließend wurde er bei den U23-Südamerikameisterschaften in Lima mit 51,83 m Vierter im Diskuswurf. 2017 klassierte er sich bei den Südamerikameisterschaften in Luque mit 16,10 m auf dem siebten Platz im Kugelstoßen und mit dem Diskus belegte er mit 54,51 m Rang fünf. Im November gewann er dann bei den Juegos Bolivarianos in Santa Marta mit 55,53 m die Silbermedaille im Diskuswurf hinter dem Ecuadorianer Juan Caicedo. Im Jahr darauf nahm er an den Südamerikaspielen in Cochabamba teil und gewann dort mit einem Wurf auf 52,91 m die Bronzemedaille mit dem Diskus hinter dem Kolumbianer Mauricio Ortega und Juan Caicedo und mit 17,28 m belegte er den vierten Platz im Kugelstoßen. Anschließend gewann er bei den U23-Südamerikameisterschaften in Cuenca mit 17,46 m die Silbermedaille im Kugelstoßen hinter dem Brasilianer Welington Morais und mit dem Diskus sicherte er sich mit 52,11 m die Bronzemedaille hinter den Brasilianern Cleverson Oliveira und Wellinton da Cruz Filho.
2019 nahm er im Kugelstoßen an der Sommer-Universiade in Neapel teil und schied dort mit 17,26 m in der Qualifikation aus. 2021 belegte er bei den Südamerikameisterschaften in Guayaquil mit 18,10 m den fünften Platz.
2018 wurde Ballivián chilenischer Meister im Diskuswurf.

## Persönliche Bestzeiten
- Kugelstoßen: 18,67 m, 20. März 2021 in Myrtle Beach
- Diskuswurf: 55,53 m, 22. November 2017 in Santa Marta